# Campionat del Món de X-Trial 2011
|  | Per al campionat del món a l'aire lliure d'aquell any, vegeu Campionat del Món de Trial 2011 |

La temporada de 2011 del Campionat del Món de X-Trial fou la 19a edició d'aquest campionat, organitzat per la FIM. El calendari oficial constava de 6 proves puntuables, celebrades entre el 27 de novembre de 2010 i el 19 de març de 2011. Una de les proves destacades va ser el Trial Indoor de Barcelona, disputat el 6 de febrer.
A partir d'aquell any, el campionat passava a anomenar-se oficialment SPEA FIM X-Trial World Championship.
Toni Bou va guanyar el cinquè dels seus 19 campionats mundials indoor (a data de 2025). Bou va guanyar aquell any totes les proves puntuables (era el primer cop que algú ho aconseguia) i va tenir com a principals rivals tres altres catalans: Albert Cabestany, subcampió, Adam Raga, tercer i Jeroni Fajardo, quart. El segon i tercer classificats, Cabestany i Raga, van empatar a punts i el resultat final es va decidir pel nombre de segons llocs, favorable a Cabestany per 3-2.

## Sistema de puntuació
| Posició | 1  | 2  | 3  | 4 | 5 | 6 | 7 | 8 | 9 |
| Punts   | 20 | 15 | 12 | 9 | 6 | 5 | 4 | 3 | 1 |

## Calendari
| Ronda | Data           | Any  | Prova   | Lloc      | Guanyador |
| ----- | -------------- | ---- | ------- | --------- | --------- |
| 1     | 27 de novembre | 2010 | Itàlia  | Gènova    | Toni Bou  |
| 2     | 22 de gener    | 2011 | França  | Marsella  | Toni Bou  |
| 3     | 6 de febrer    | 2011 | Espanya | Barcelona | Toni Bou  |
| 4     | 12 de febrer   | 2011 | Suïssa  | Ginebra   | Toni Bou  |
| 5     | 12 de març     | 2011 | Espanya | Madrid    | Toni Bou  |
| 6     | 19 de març     | 2011 | Itàlia  | Milà      | Toni Bou  |

## Classificació final
| Posició | Pilot             | Motocicleta    | Punts |
| ------- | ----------------- | -------------- | ----- |
| 1       | Toni Bou          | Montesa HRC    | 120   |
| 2       | Albert Cabestany  | Sherco         | 75    |
| 3       | Adam Raga         | Gas Gas        | 75    |
| 4       | Jeroni Fajardo    | Beta/Ossa      | 60    |
| 5       | Takahisa Fujinami | Montesa HRC    | 34    |
| 6       | Jack Challoner    | Beta           | 24    |
| 7       | James Dabill      | Gas Gas/Beta   | 22    |
| 8       | Michael Brown     | Sherco/Gas Gas | 19    |
| 9       | Loris Gubian      | Gas Gas        | 5     |
| 10      | Matteo Grattarola | Gas Gas        | 2     |

## Galeria

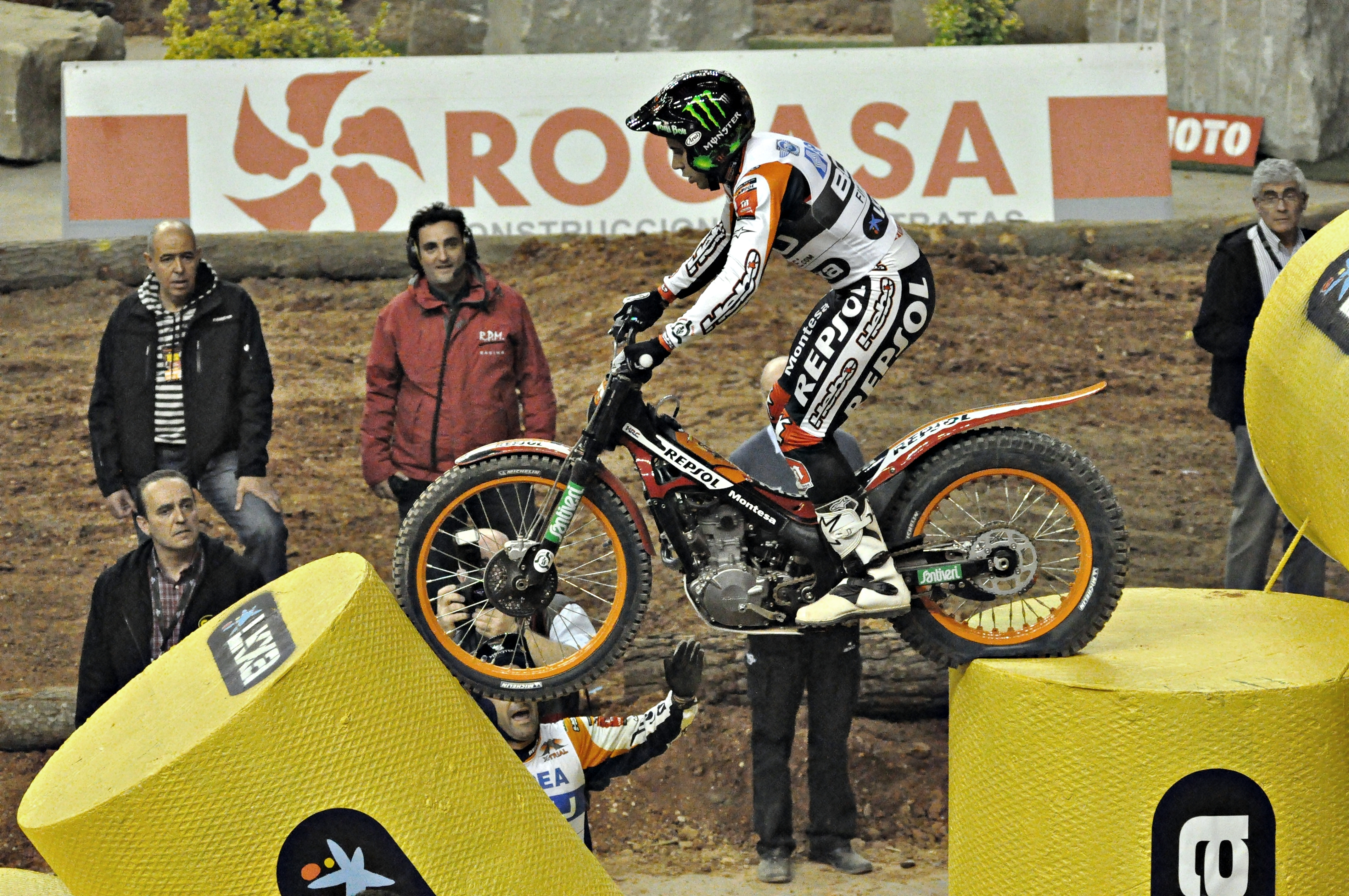
Toni Bou, campió
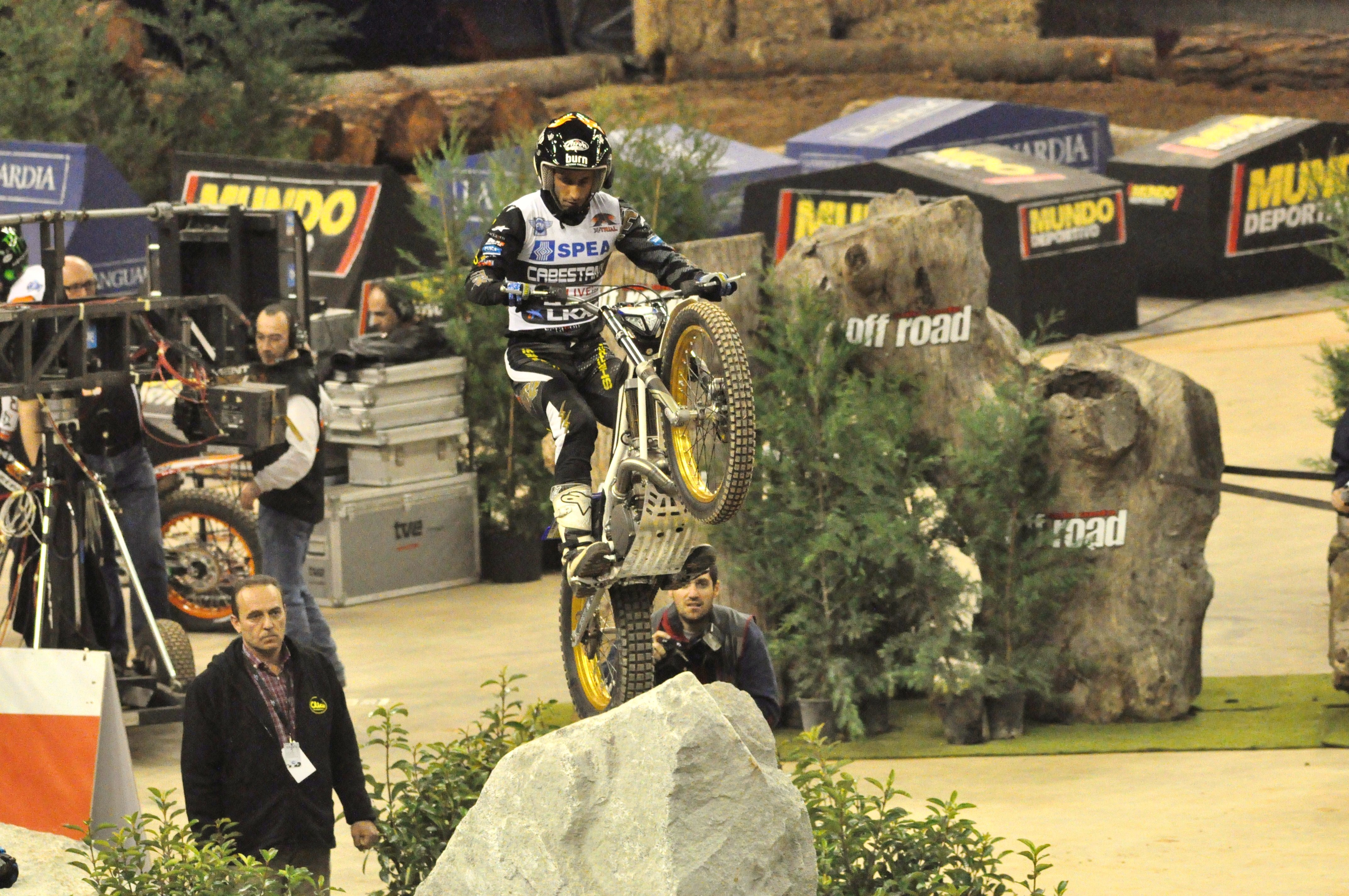
Albert Cabestany, subcampió
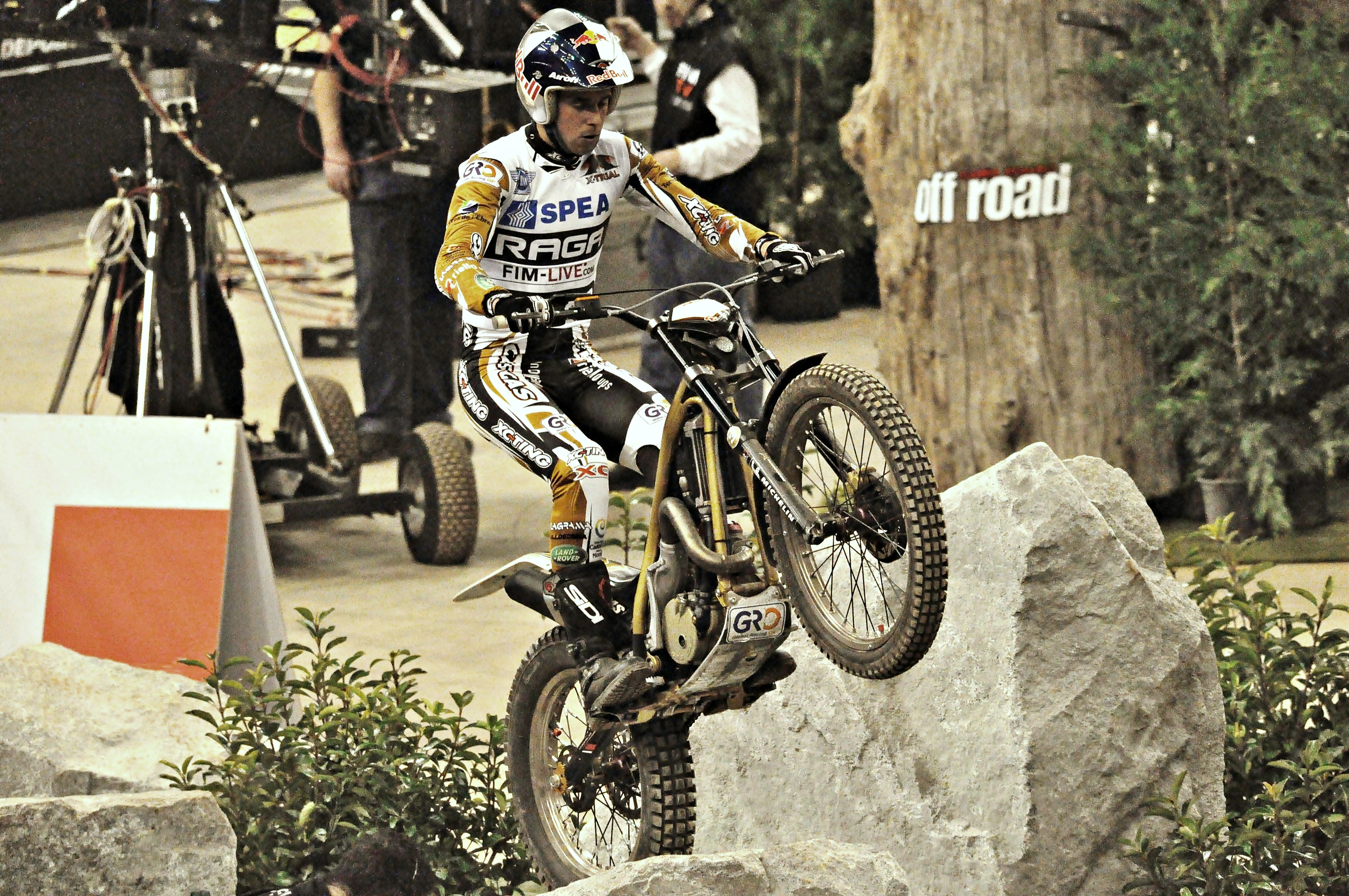
Adam Raga, tercer
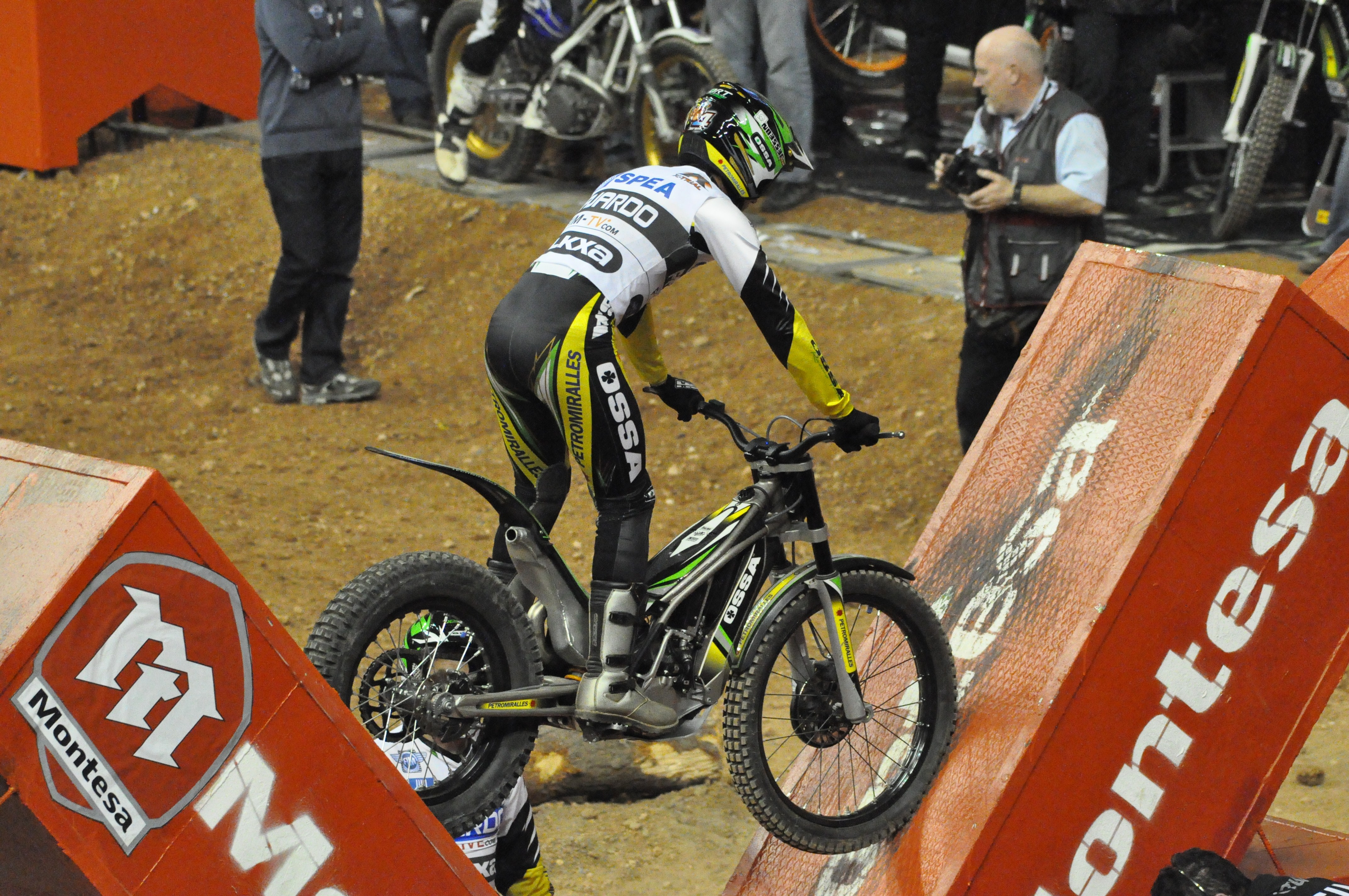
Jeroni Fajardo, quart
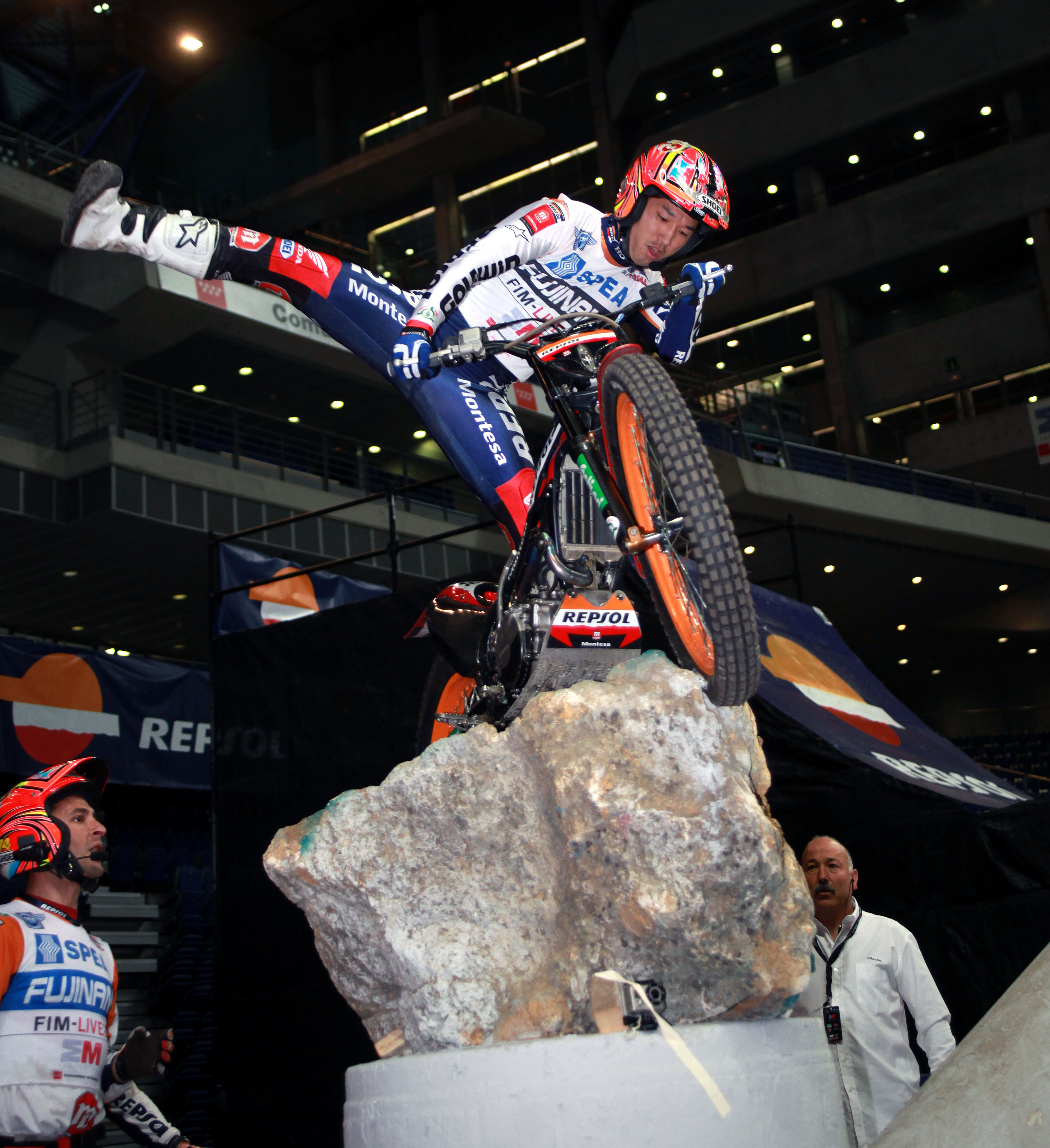
Takahisa Fujinami, cinquè